# Distretto di Paita
Il distretto di Paita è un distretto del Perù, facente parte della provincia di Paita, nella regione di Piura.